# Ken il guerriero
Ken il guerriero (北斗の拳?, Hokuto no Ken) è un manga scritto da Buronson e disegnato da Tetsuo Hara. È stato serializzato in Giappone sulla rivista Weekly Shōnen Jump dalla casa editrice Shūeisha in 245 capitoli pubblicati dal 1983 al 1988 e poi raccolti in 27 volumi tankōbon.
Ambientata su una Terra post-apocalittica dopo una guerra nucleare, la storia è incentrata su un guerriero di nome Kenshiro, il successore di un'antica scuola di arti marziali chiamata Divina Scuola di Hokuto, che gli dà la capacità di uccidere i suoi avversari colpendo i loro punti vitali segreti e provocandone la morte per esplosione interna. Kenshiro dedica la sua vita alla lotta contro i vari predoni, le bande armate, e i signori della guerra che minacciano la vita degli indifesi e il suo percorso lo porta ad affrontare numerosi artisti marziali rivali.
Ken il guerriero è stato adattato in due serie televisive anime composte da un totale di 152 episodi, prodotte da Toei Animation e trasmesse su Fuji Television dal 1984 al 1988. In seguito l'opera si è allargata a formare un vasto franchise che comprende manga spin-off, film anime, OAV, un lungometraggio live action, videogiochi, giochi e merchandising. La serie è una delle più popolari e influenti degli anni ottanta. Le vendite totali del fumetto hanno raggiunto cento milioni di copie, rendendolo uno dei manga più venduti di sempre.

## Trama
Un conflitto mondiale negli anni novanta del XX secolo ha causato il collasso della civiltà e una devastazione ambientale in tutto il pianeta. I sopravvissuti alle esplosioni atomiche si sono ridotti a vivere in piccole comunità in oasi in mezzo al deserto, assediati da bande di predoni, che saccheggiano e distruggono tutto ciò che incontrano sul loro cammino. In questo mondo post-apocalittico si muove Kenshiro, il 64º successore della Divina Scuola di Hokuto, un'antica arte marziale assassina che insegna ai suoi adepti a uccidere i propri avversari facendoli esplodere dall'interno mediante la pressione di determinati punti del corpo detti tsubo.
Kenshiro desidera condurre una vita pacifica ma, dopo essere stato tradito dal suo amico Shin e separato dalla fidanzata Julia, si mette in viaggio in cerca di giustizia, proteggendo i deboli e gli oppressi dai briganti e dai despoti del nuovo mondo ed ergendosi a salvatore dell'umanità. All'inizio delle sue peripezie, Ken incontra un giovane ladruncolo, Burt, e una piccola orfana, Lynn, che diventano i suoi compagni di viaggio.
Il viaggio di Ken lo porta a incontrare e affrontare numerosi artisti marziali, tra cui i guerrieri della Sacra Scuola di Nanto, un'arte assassina rivale, e i suoi tre fratelli adottivi, che si sono contesi con lui il rango di successore della scuola di Hokuto. Il suo rivale maggiore diviene proprio Raoul, suo fratello adottivo che ha infranto la legge di Hokuto uccidendo il loro maestro e rifiutandosi di riconoscere Ken come successore. A capo di un vasto esercito, Raoul aspira a conquistare e a regnare sul mondo post-apocalittico come Re di Hokuto, sfidando ogni combattente che considera una minaccia. Dopo una lunga serie di battaglie in cui Kenshiro perde numerosi amici e si rafforza sperimentando la rabbia e la tristezza, Ken esce vittorioso su Raoul e, ricongiuntosi con Julia, si ritira a vivere con lei gli ultimi anni di vita che le rimangono, mentre la pace sembra essere tornata nel mondo.
Qualche anno dopo, la violenza è tornata a regnare sulla Terra con l'ascesa dell'Impero Centrale, il cui viceré Jako tiene in pugno l'imperatore e mobilita i generali della Sublime Scuola di Gento per obliterare ogni traccia delle scuole rivali di Hokuto e Nanto dal mondo e opprimere chiunque si opponga a lui. Burt e Lynn, ormai adulti, sono a capo dell'Armata di Hokuto, un gruppo di resistenza contro l'impero. Al ritorno di Kenshiro, l'esercito marcia con lui liberando città e distretti, fino a giungere alla Capitale Imperiale e rovesciare la tirannia di Jako. Lynn tuttavia viene rapita e condotta nel Paese dei Demoni, una terra pericolosa e isolata abitata da fanatici guerrieri chiamati shura. Kenshiro si mette al suo inseguimento per salvarla e scopre la verità sulle proprie origini ed è costretto a battersi con i tre generali delle tenebre, appartenenti all'Arcana Arte di Hokuto.
Tornato sul continente, Kenshiro prende sotto la sua ala Ryu, il figlio di Raoul, per farlo diventare il nuovo successore della scuola di Hokuto. Insieme, i due affrontano lo scaltro schiavista Koketsu e aiutano i regni di Sava e Blanca; nel breve tempo passato insieme Ken capisce di non avere altro da insegnare al giovane e lo lascia, convinto che Ryu troverà nel sangue di suo padre Raoul la guida per diventare maestro di Hokuto. Dopo un ultimo saluto a Burt e Lynn, Kenshiro si dirige quindi nel deserto, pronto a lottare contro le ingiustizie a protezione dei deboli e ad accogliere la morte sul campo di battaglia.

## Personaggi
- Kenshiro: è il protagonista della serie e il 64º successore della Divina Scuola di Hokuto. È indicato anche come "L'uomo dalle sette stelle" per via delle cicatrici a forma di Gran Carro che ha sul petto. Il suo carattere e la sua forza vengono temprati dagli innumerevoli scontri che si trova a dover combattere. All'inizio presentato come fratello adottivo di Raoul, Toki e Jagger, in seguito si scopre che Ken è originario della Terra dei Demoni ed ha un fratello biologico, Hyou, entrambi discendenti del ramo principale della dinastia di Hokuto.
- Raoul: conosciuto come "Re di Hokuto" e "Il dominatore di fine secolo", è il fratello biologico di Toki e fratello adottivo di Jagger e Kenshiro. È il maggiore dei quattro figli adottivi di Ryuken, il più ambizioso e il più forte fisicamente. A causa della sua ferocia e della sua sete di potere, è l'antagonista principale di Kenshiro nella prima parte della serie.
- Toki: è fratello biologico di Raoul e adottivo di Jagger e Kenshiro. Originariamente destinato a essere il successore della Divina Scuola, è costretto a rinunciarvi a causa di una grave malattia congenita e all'avvelenamento da radiazioni atomiche subito per salvare Ken e Julia. Riscoperta allora la sua vocazione di guaritore, comincia a vagare per il mondo applicando a fini medici i principi di Hokuto, restando comunque coinvolto nello scontro tra Kenshiro e Raoul.
- Julia: è la fidanzata di Kenshiro. A causa del suo fascino è l'oggetto dell'amore di tanti altri guerrieri, e il suo rapimento da parte di Shin per gelosia scatena l'inizio delle peripezie di Ken. In seguito si scopre che Julia è il sesto dei sei Sacri Guerrieri di Nanto, nata sotto la misericordiosa stella dell'amore materno. Affetta da una grave malattia polmonare, muore alcuni anni dopo essersi ricongiunta a Ken.
- Burt: è un ragazzino che si arrangia come può nel difficile mondo post-olocausto nucleare, rubando cibo e acqua, o improvvisando spettacolini con la sua armonica a bocca. Incontra Kenshiro all'inizio della serie, quando viene catturato insieme a lui nel villaggio di Lynn con l'accusa di furto. Da quel momento in poi, insieme a Lynn, segue Kenshiro assistendo alla maggior parte dei suoi scontri.
- Lynn: è una bambina diventata muta dopo aver visto i propri genitori venire uccisi dai predoni. È incaricata di portare da mangiare ai detenuti della prigione del suo villaggio e, quando Kenshiro e Burt vi vengono imprigionati, lei si infatua subito del guerriero di Hokuto, il quale, coi suoi poteri, la guarisce dal suo trauma psicologico. Da quel momento Lynn, insieme a Burt, segue Kenshiro.

## Titolo
Il titolo originale della serie può essere tradotto letteralmente in italiano come "Pugno delle stelle del nord", in quanto hokuto indica le sette stelle che compongono il Grande Carro dell'Orsa Maggiore, mentre ken (拳) significa "pugno" o "colpo", ma può anche indicare in questo caso il protagonista della serie, "Ken", in quanto il primo kanji che compone il suo nome completo Kenshiro (拳四郎?, Kenshirō), è lo stesso di pugno. La seconda traduzione possibile sarebbe quindi "Ken delle stelle del nord" o "Ken dell'Orsa Maggiore", inteso come epiteto.
In lingua giapponese, così come nella lingua cinese e nella lingua coreana, il numero è limitato ad una ristretta cerchia di pronomi e di sostantivi; non è questo il caso di Hokuto, che quindi tecnicamente può essere tradotto anche al singolare ("Stella polare"). Ciò spiega la traduzione in lingua inglese, Fist of the North Star ("Il pugno della stella polare"), anch'essa letteralmente corretta, ma che può essere ritenuta errata di fatto.
Per quanto riguarda la pronuncia, va detto che in lingua italiana si tende a pronunciare "Hokuto" omettendo l'"H" oppure pronunciandola in modo marcato o rafforzativo, e ponendo l'accento lungo sulla "U"; in realtà l'"H" andrebbe pronunciata aspirata, e la "U" molto brevemente, quasi come se fosse muta.

## Storia editoriale
Tetsuo Hara aveva iniziato la sua carriera nel mondo dei manga come assistente di Yoshihiro Takahashi, distinguendosi subito per il suo tratto realistico e per il talento nella rappresentazione di scene d'azione. Nel 1982 debuttò sulle pagine di Weekly Shōnen Jump con la sua prima serie Tetsuo no Don Quijote sul mondo delle motocross. L'opera non ottenne però il successo sperato e venne cancellata dopo sole dieci settimane, così il curatore editoriale Nobuhiko Horie propose a Hara di scrivere un manga sulle arti marziali cinesi e sui punti di pressione del corpo umano in grado di far esplodere i personaggi dall'interno quando vengono colpiti; il progetto interessò subito l'autore, che era un appassionato di arti marziali e del cinema di Bruce Lee.
Hara concretizzò l'idea in un one-shot pubblicato ad aprile 1983 sulla rivista Fresh Jump. Un seguito venne poi pubblicato due mesi dopo sulla stessa testata. Questi fumetti-pilota vedono un protagonista adolescente, Kenshiro Kasumi, muoversi nella Tokyo contemporanea e combattere contro la potente organizzazione criminale della Scuola Taizan. Questa può contare su poliziotti corrotti e spietati assassini abili nelle arti marziali e nell'uso di armi bianche ma, grazie alla superiorità tecnica del protagonista, vengono da questi sconfitti. Nel secondo episodio il protagonista aiuta un giovane killer e la sua fidanzata a fuggire dall'organizzazione per cambiare vita, e viene mostrato il potente boss. In Giappone i due one-shot sono stati raccolti nel secondo tankōbon di Tetsu no Don Quixote.
Le due storie autoconclusive ottennero un buon successo tra i lettori di Fresh Jump, così l'editore Shūeisha richiese a Hara di trasformare Ken il guerriero in una serie regolare a cadenza settimanale per la rivista Weekly Shōnen Jump. Le prime idee per il manga erano state fornite da Horie, ma quando l'impegno divenne troppo oneroso il redattore affiancò a Hara lo sceneggiatore Buronson. Questi operò delle modifiche alla storia rispetto alla versione pilota: in particolar modo l'ambientazione viene spostata a un mondo futuro post-atomico e il protagonista reso un personaggio maggiorenne, più stoico e con un passato tragico alle spalle. Il nome di Kenshiro, originariamente rappresentato in kanji, venne traslitterato in katakana, mentre il suo cognome fu omesso.
I due autori citarono come influenze il cinema asiatico di arti marziali, in particolare Bruce Lee, i film sulla yakuza, e per l'ambientazione la saga di Mad Max, con il suo futuro post-apocalittico in cui è scomparsa ogni struttura sociale e il mondo è dominato dalla violenza e dalla sopravvivenza del più forte. Lo scenario deve molto anche al manga Violence Jack di Gō Nagai, che fu il pioniere di questo genere, influenzando a sua volta anche Mad Max e Ken il guerriero. Nonostante la forte dose di violenza, che attirò critiche soprattutto in Occidente, Hara e Buronson affermarono che il loro uso massiccio della brutalità non era fine a sé stesso, ma piuttosto il tema più immediato in un'opera in cui intendevano esprimere anche i temi dell'amicizia, dell'amore, della sofferenza e della compassione, e che in ultima analisi sono proprio gli aspetti che riescono a trionfare sull'odio e sulla prepotenza.
Il contratto iniziale prevedeva per Ken il guerriero una durata di tre anni, ma quando il manga si rivelò popolare, venne prolungato su insistenza dell'editore, arrivando a concludersi dopo cinque anni.

### Manga
Hokuto no Ken ha debuttato in Giappone sul numero del 13 settembre 1983 della rivista Weekly Shōnen Jump di Shūeisha ed è stato serializzato a frequenza settimanale fino all'8 agosto 1988, per un totale di 245 capitoli. Questi sono stati poi raccolti in 27 volumi tankōbon, pubblicati da Shūeisha sotto l'etichetta Jump Comics da marzo 1984 a marzo 1989.
Il manga è stato ristampato varie volte in diverse edizioni. Nel corso degli anni novanta Shūeisha ne ha pubblicato un'edizione aizōban rilegata e una bunkoban brossurata economica, entrambe in 15 volumi. Nel 2006 Shōgakukan ne ha pubblicato una riedizione in 14 volumi kanzenban, che presenta le tavole originali a colori apparse sulla rivista Weekly Shōnen Jump e che erano state rese in bianco e nero o omesse nelle edizioni monografiche precedenti. Per celebrare il trentesimo anniversario della serie, Tokuma Shoten ha ripubblicato l'opera in un'edizione kyūkyokuban (edizione definitiva), che consta di 18 albi commercializzati tra il 2013 e il 2014. Essa comprende nuove copertine disegnate da Tetsuo Hara e un capitolo extra inserito all'interno del volume 11, che colma il divario temporale tra la sconfitta di Raoul e l'inizio dell'arco narrativo della Capitale Imperiale.
La prima edizione italiana della serie è stata curata dalla Granata Press, che ne ha adattato il titolo in Ken il guerriero. L'opera è stata inizialmente serializzata sul mensile raccoglitore Zero dal 1990, ma dal sedicesimo capitolo la pubblicazione è passata ad albi monografici nella testata Z Compact a cadenza prima mensile e poi quindicinale. La pubblicazione si è conclusa nel 1994 con un totale di 44 volumi, inclusi tre albi speciali editi nel 1993 che riprendevano i capitoli apparsi solo sulla rivista Zero. L'edizione Granata applica un processo di occidentalizzazione, per rendere il manga leggibile da sinistra verso destra con relativo ribaltamento delle tavole.
In seguito i diritti di Ken il guerriero sono passati alla Star Comics, che dal 1997 al 1999 ne ha pubblicato la prima edizione fedele all'originale giapponese, in 27 volumi, con senso di lettura da destra verso sinistra e lievi modifiche alla traduzione. Tra il 2005 e il 2011 d/visual ha riedito la serie in una nuova raccolta, contraddistinta da un formato più grande, diverse tavole a colori, una nuova traduzione e dal mantenimento delle onomatopee in giapponese. In seguito ci fu un'edizione pubblicata da Panini Comics, commercializzata nel corso del 2013 con 27 uscite settimanali. Nel 2024 Panini annuncia la pubblicazione di una extreme edition in 18 volumi a cadenza mensile sulla falsariga dell'edizione kyūkyokuban uscita in Giappone dieci anni prima: ci sono le nuove copertine ridisegnate da Tetsuo Hara, tutte le tavole a colori e in bicromia originariamente uscite sulla rivista Weekly Shōnen Jump, e un nuovo adattamento dei testi più fedele all'originale.

### Spin-off
Ken il guerriero: Le origini del mito è un manga prequel scritto da Nobuhiko Horie e disegnato da Tetsuo Hara, con la supervisione di Buronson. Esso narra le avventure dello zio di Kenshiro, Kenshiro Kasumi, 62º maestro della Divina Scuola di Hokuto, nella Shanghai degli anni trenta. È stato pubblicato sulla rivista Weekly Comic Bunch di Coamix e Shinchosha a partire dal primo numero del 29 maggio 2001 fino alla chiusura della testata il 10 settembre 2010, a cadenza prima regolare e poi irregolare. Un sequel intitolato Ken il guerriero: Le origini del mito Re:Genesis, scritto da Hiroyuki Yatsu e disegnato da Hideki Tsuji ha iniziato la pubblicazione sulla rivista Monthly Comic Zenon nel dicembre 2017. Entrambe le serie sono pubblicate in italiano da Panini Comics.
Dal 2006 hanno visto la luce diversi fumetti brevi spin-off di vari autori, incentrati su specifici personaggi del manga originale, che formano la serie Hokuto gaiden (北斗外伝?) pubblicata in italiano da Panini Comics come Ken la leggenda.
- Raoh - Il conquistatore del cielo di Yūkō Osada, pubblicato dal 24 marzo 2006 al 24 agosto 2007 sulla rivista Weekly Comic Bunch e poi raccolto in 5 volumi. Narra le avventure di Raoul nel lasso di tempo che va dalla partenza dalla scuola di Hokuto al primo duello con Kenshiro, ripercorrendo gli eventi che lo hanno portato ad assumere le vesti di Re di Hokuto e a fondare il suo esercito personale. Il manga è l'unico della serie ad aver ottenuto un adattamento anime, realizzato nel 2008 dallo studio Satelight.
- Yuria - La stella dell'amore materno (ユリア外伝 慈母の星?, Yuria gaiden: Jibo no hoshi) di Ayumi Kasai, pubblicato sulla rivista Big Comic Superior di Shōgakukan dal 10 marzo 2006 all'8 giugno 2007 e poi raccolto in 1 volume. La storia si incentra sul personaggio di Julia durante la sua gioventù prima della guerra nucleare, di come scopre di possedere capacità precognitive, e del suo primo incontro con Shin.
- Rei - L'oscuro lupo blu (蒼黒の餓狼 -北斗の拳 レイ外伝-?, Sōkoku no garō: Hokuto no Ken Rei gaiden) di Yasuyuki Nekoi, pubblicato dall'11 maggio 2007 al 31 luglio 2009 su Weekly Comic Bunch e poi raccolto in 6 volumi. Racconta di come Rei scopre che la sua famiglia è stata massacrata e la sorella Aily rapita da un uomo con sette cicatrici sul petto. Rei si mette allora in cammino finendo coinvolto nella lotta tra la regina Eva e una fazione di guerrieri dietro a cui si cela Rofu, il predecessore di Rei e suo mentore nella tecnica dell'Uccello d'Acqua di Nanto.
- Toki - Il santo d'argento (銀の聖者 北斗の拳 トキ外伝?, Shirogane no seija: Hokuto no Ken Toki gaiden) di Yuka Nagate, pubblicato dal 7 settembre 2007 al 12 dicembre 2008 su Weekly Comic Bunch e poi raccolto in 6 volumi. Mostra le vicende di Toki dalla sua partenza dopo la morte di Ryuken fino al duello finale con il fratello Raoul. Viene mostrato il conflitto interiore di Toki derivato dall'amore impossibile per Julia e la sua angoscia quando vede per la prima volta la stella avvisaglia di morte; inoltre viene approfondito il rapporto tra i due fratelli.
- Jagi - Il fiore malvagio (極悪ノ華 北斗の拳 ジャギ外伝?, Gokuaku no hana: Hokuto no Ken Jagi gaiden) di Shin'ichi Hiromoto, pubblicato dal 26 dicembre 2008 al 28 agosto 2009 su Weekly Comic Bunch e poi raccolto in 2 volumi. Si concentra sul personaggio di Jagger: viene mostrato come fu preso da Ryuken con sé, come sviluppò la sua ossessione di battere Kenshiro, e il suo lato più privato, con l'amore per una ragazza di nome Anna.
- Juza - La nuvola vagabonda (彷徨の曇 北斗の拳 ジュウザ外伝?, Hōkō no kumo: Hokuto no Ken Jūza gaiden) di Missile Kakurai, pubblicato dal 21 gennaio al 9 ottobre 2010 su Weekly Comic Bunch e poi raccolto in 2 volumi. Narra la storia di Juza dall'infanzia, passando per il suo amore per Julia, la rivalità con Kenshiro, le prime avventure dopo la guerra atomica, fino allo scontro con Raoul e la sua morte.

Un ulteriore manga spin-off è Garuda dalle ali d'oro - La genesi dei Cinque Astri in cerchio di Nanto (金翼のガルダ〜南斗五車星前史〜?, Kin'yoku no Garuda: Nanto Goshasei zenshi) di Yoshiji Yamaguchi, pubblicato su Monthly Comic Zenon da aprile a settembre 2013 e poi raccolto in 1 volume. L'edizione italiana è stata annunciata da Hikari Edizioni. Il manga si incentra su un personaggio inedito creato da Tetsuo Hara; in esso il protagonista Garuda è il successore della scuola Nanto Shinchōken e cerca di usurpare il posto dell'ultimo generale di Nanto.
L'opera ha ispirato anche due serie manga parodistiche: DD Hokuto no Ken (DD北斗の拳?) di Kaijo, in stile super deformed pubblicato su Monthly Comic Zenon dal 25 ottobre 2010 al 25 giugno 2016 e raccolto in 8 volumi da Tokuma Shoten, e Hokuto no Ken: Ichigo Aji (北斗の拳 イチゴ味?) scritto da Yūshi Kawata e disegnato da Imōto Yukito, pubblicato su Web Comic Zenyon di Tokuma Shoten dal 1º marzo 2013 e poi raccolto in 9 volumi. Entrambe le serie hanno ricevuto degli adattamenti anime.

## Altri media

### Serie televisive anime
Dal manga lo studio d'animazione giapponese Toei Animation trasse due serie televisive anime per un totale di 152 episodi.
La prima serie, intitolata semplicemente Ken il guerriero e composta da 109 episodi, venne trasmessa su Fuji Television dall'11 ottobre 1984 al 5 marzo 1987. Essa ripercorre la prima parte del manga, dalla ricerca di Shin e Julia fino allo scontro finale tra Kenshiro e Raoul.
La seconda, Ken il guerriero 2, fece seguito senza soluzione di continuità dal 12 marzo 1987 al 18 febbraio 1988 per un totale di 43 episodi. Essa copre gli archi narrativi della Capitale Imperiale e della Terra dei Demoni, mentre i tre archi narrativi conclusivi del manga non vennero adattati.
Le sigle di apertura e di chiusura utilizzate nelle serie sono:
- Ai o torimodose!! (愛をとりもどせ!!? lett. "Riprendersi l'amore") (apertura prima serie ep. 1-82), Yuria... Towa ni (ユリア...永遠に? lett. "Julia... Per sempre") (chiusura prima serie ep. 1-82), entrambe eseguite dal gruppo Crystal King, e Silent Survivor (2°apertura prima serie ep. 83-109), Dry Your Tears (2°chiusura prima serie ep. 83-109) eseguite dal gruppo Kodomo Band,
- Tough Boy (apertura seconda serie) e Love Song (chiusura seconda serie) eseguite dal gruppo Tom Cat.

Toei Video produsse anche tre film, della durata di un'ora, riassuntivi di specifici archi narrativi.
La prima pubblicazione home video delle due serie è del 2002, da parte di Universal Music, in una raccolta di 26 DVD contenenti tutti e 152 gli episodi.
Le due serie vennero distribuite in Italia dalla Italian TV Broadcasting, doppiate presso lo studio Compagnia Realizzazioni Cinetelevisive e trasmesse su televisioni locali a partire dal 1987. La sigla italiana della prima serie, Ken il guerriero, fu scritta da Lucio Macchiarella su musica di Claudio Maioli, che ne è anche interprete con lo pseudonimo di Spectra. Il brano venne inciso nel 1986 e fu pubblicato per la prima volta nel 1994 nella compilation TiVulandia 2.
La prima serie venne edita in Italia dalla Granata Press negli anni novanta (nella collana Z Video) in 18 videocassette, dovendosi bloccare a poco più di metà serie/puntate a causa del fallimento della casa editrice; successivamente la Hobby & Work pubblicò sia la prima che la seconda serie in 74 videocassette; infine la Mondo Home Entertainment ha riedito entrambe le serie in 26 videocassette. Nel 2009 vennero prodotte due edizioni in DVD, la prima dalla De Agostini e la seconda dalla Yamato Video. La traccia video soffre del cosiddetto "effetto ghosting".

### Film anime e OAV
Il primo adattamento cinematografico di Ken il guerriero fu l'omonimo film del 1986, un lungometraggio animato prodotto dalla Toei Animation. Il film segue la storia del manga dalla sconfitta di Kenshiro da parte di Shin fino al primo combattimento con Raoul, prendendosi diverse libertà nell'ordine e nel modo in cui vengono narrati gli eventi. La pellicola è caratterizzata da una forte dose di violenza che ha portato alcune edizioni estere a censurare il film con vari effetti grafici. L'edizione italiana fu distribuita per la prima volta in VHS nel 1993 in versione integrale da Granata Press.
Nel 2003 lo studio OB Planning produsse Ken il guerriero - La trilogia (新・北斗の拳?, Shin Hokuto no Ken), una serie OAV in tre episodi tratta dal romanzo del 1996 Jubaku no machi. Si colloca cronologicamente dopo la serie originale e vede come protagonista sempre Kenshiro, il quale giunge nei pressi di una città governata da un tiranno che opprime la popolazione, esercitando un rigido controllo delle preziose riserve d'acqua della zona ed allo stesso tempo garantendosi la fedeltà nascondendosi dietro alla figura di un ragazzino spacciato per divinità e in grado di compiere miracoli. L'edizione italiana venne pubblicata in DVD da Shin Vision nel 2004-2005 e poi trasmessa su MTV nel 2005.
Tra il 2006 e il 2008 esce l'ultimo adattamento animato Ken il guerriero - La leggenda (真救世主伝説?, Shin kyūseishu sensetsu), una serie di cinque lungometraggi prodotti dalla North Stars Pictures e dalla TMS Entertainment. La pentalogia, composta da tre film cinematografici e due OAV, ripercorre gli eventi del manga originale, narrandoli dal punto di vista dei diversi personaggi e inframmezzandoli con episodi o situazioni inedite. I film furono proiettati anche nei cinema italiani da Shin Vision tra il 2008 e il 2011.
Sempre nel 2006 Fuji Television e l'azienda giapponese Sammy hanno realizzato Hokuto no Ken: Legend of Heroes (北斗の拳 英雄伝?, Hokuto no Ken: eiyū-den), un cortometraggio promozionale in computer grafica 3D diretto da Tetsuo Hara. Il filmato ripercorre in forma riassunta la battaglia finale tra Ken e Raoul ed è stato trasmesso nel corso di un evento dedicato a Ken il guerriero tenutosi a Odaiba dal 15 luglio al 31 agosto 2006 (uscito poi in DVD il 28 marzo 2007).

### Romanzi
Buronson e Tetsuo Hara scrissero il romanzo intitolato Shōsetsu Hokuto no Ken: Jubaku no machi (小説・北斗の拳-呪縛の街-?), pubblicato in Giappone da Shueisha il 13 dicembre 1996, dove si narra un'avventura di Kenshiro successiva alla serie originale e che fu la base per la serie di OAV del 2003 Ken il guerriero - La trilogia. È stato editato anche in Italia nel 2001 col titolo Ken il guerriero, da Kappa Edizioni.
Fu fatto inoltre un romanzo che traspone il primo film della pentalogia Ken il guerriero - La leggenda di Hokuto, scritto da Eiichi Sakaki e pubblicato da Tokuma Shoten il 10 marzo 2006.

### Film live action
Nel 1995 fu prodotto un adattamento statunitense in live action della serie. La pellicola, intitolata Il ritorno di Kenshiro (Fist of the North Star), venne diretta da Tony Randel, con Gary Daniels nei panni di Kenshiro, Costas Mandylor di Shin e Isako Washio di Julia, oltre a Malcolm McDowell e Chris Penn. Il film venne distribuito in direct-to-video negli Stati Uniti. La critica riservò all'opera giudizi pressoché unanimemente negativi, per via della realizzazione tecnica inadeguata, la scarsa fedeltà all'originale e il ricorso a un cast non all'altezza, con diversi attori asiatici non in grado di esprimersi correttamente in inglese.

### Videogiochi
Esistono diversi videogiochi tratti con licenza da Ken il guerriero, messi in commercio prima in Giappone e successivamente nel resto del mondo. Il primo venne messo in commercio nel 1986, Hokuto no Ken, pubblicato da Enix per il NEC PC-8801; successivamente fu Toei Animation che pubblicò molti videogiochi della serie Hokuto no Ken per le console Nintendo, mentre Sega ha pubblicato delle proprie versioni per Sega Master System e per PlayStation 2 e per il Sega Mega Drive. Nel corso degli anni i videogiochi si sono evoluti sulla base delle potenzialità delle varie piattaforme di gioco e dei PC portando allo sviluppo di numerosi titoli basati sulla serie.
Il personaggio di Kenshiro compare anche in diversi videogiochi crossover, come ad esempio J-Stars Victory Vs, insieme a Raoul, e Jump Force.
- Hokuto no Ken: Violence Gekiga Adventure (Giappone: maggio 1986 per NEC PC-8801, NEC PC-9801 e FM-7)
- Black Belt (Hokuto no Ken) (Sega Master System e Nintendo Entertainment System, in seguito PlayStation 2)
- Hokuto no Ken (Nintendo Entertainment System)
- Hokuto no Ken 2: Seikimatsu kyūseishu densetsu (Nintendo Entertainment System)
- Last Battle (Hokuto no Ken 2: Shin seikimatsu kyūseishu densetsu) (Sega Mega Drive)
- Hokuto no Ken 3: Shin seiki sōzō seiken retsuden (Giappone: 19 ottobre 1989 per Nintendo Entertainment System)
- Hokuto no Ken: Seizetsu jūban shōbu (Giappone: 22 dicembre 1989 per Game Boy)
- Hokuto no Ken 4: Shichisei hakenden - Hokuto shinken no kanata (Giappone: marzo 1991 per Nintendo Entertainment System)
- Hokuto no Ken 5: Tenma ryūsei den - Ai zesshō (Giappone: luglio 1992 per Super Nintendo Entertainment System)
- Hokuto no Ken 6: Gekitō denshōken - Haō e no michi (Giappone: novembre 1992 per Super Nintendo Entertainment System)
- Hokuto no Ken 7: Seiken retsuden - Denshōsha e no michi (Giappone: dicembre 1993 per Super Nintendo Entertainment System)
- Hokuto no Ken (Giappone: dicembre 1995 per Sega Saturn e PlayStation)
- Punch Mania: Hokuto no Ken
- Hokuto no Ken: Seikimatsu kyūseishu densetsu
- Punch Mania: Hokuto no Ken 2 - Gekitō Shura no kuni hen
- Sega Ages 2500: Hokuto no Ken
- Hokuto no Ken
- Hokuto no Ken: Hokuto shinken denshōsha no michi
- Hokuto no Ken Online
- Hokuto no Ken: Raoh gaiden - Ten no haō
- Hokuto no Ken: Shinpan no sōsōsei - Kengō retsuden
- Fist of the North Star: Ken's Rage (北斗無双?, Hokuto musō) (Giappone: marzo 2010 per PlayStation 3 e Xbox 360)
- Fist of the North Star: Ken's Rage 2 (真・北斗無双?, Shin - Hokuto musō) (Giappone: marzo 2012 per PlayStation 3 e Xbox 360)
- Fist of the North Star: Lost Paradise (北斗が如く?, Hokuto ga gotoku) (Giappone: marzo 2018 per Playstation 4)

### Giochi
L'azienda giapponese Sega Sammy Holdings ha prodotto oltre trenta titoli di giochi pachinko e slot machine a tema Ken il guerriero. Al 2017 le vendite combinate di questi prodotti hanno raggiunto i 2,7 milioni di esemplari.
Un gioco da tavolo giapponese di Ken il guerriero fu realizzato da Hajime Norose e pubblicato da Tsukuda Hobby nel 1986. A questo si aggiungono due giochi di produzione italiana: un gioco di carte collezionabili intitolato Ken il guerriero, pubblicato nel 1994 da Alchemia, e un gioco di ruolo, Ken il guerriero, il gioco di ruolo, scritto da Marcello Missiroli, Marcello Manicardi e Beppe Farina, pubblicato nel 1995 dalla Nexus Editrice.

## Accoglienza
Ken il guerriero è stato uno dei titoli di Weekly Shōnen Jump più popolari degli anni ottanta in Giappone. È uno dei manga più venduti della storia, con una tiratura di 100 milioni di copie in tutto il mondo. La serie ha generato inoltre un vasto merchandising. Nel 2018 è stato stimato come uno dei franchise mediatici più redditizi.
In un sondaggio condotto da TV Asahi nel 2005 Ken il guerriero si è classificato al 26º posto nella lista delle cento serie anime migliori. In un secondo rilevamento nel 2006 si è piazzato 89º. Nel novembre 2014 i lettori della rivista Da Vinci di Media Factory hanno votato la serie all'ottavo posto tra i migliori manga di Weekly Shōnen Jump. Nel sondaggio Manga Sōsenkyo 2021 indetto da TV Asahi, 150 000 persone hanno votato la loro top 100 delle serie manga e Ken il guerriero si è classificata al 22º posto.
Ken il guerriero è considerato uno dei manga shōnen più influenti e iconici di tutti i tempi. Geek.com lo ha definito "un'opera epocale che ha temprato una generazione [di appassionati]" e ha ispirato una quantità incredibile di autori come Hirohiko Araki e Makoto Yukimura, rispettivamente per i manga Le bizzarre avventure di JoJo e Vinland Saga. Citazioni, omaggi e riferimenti a Ken il guerriero sono presenti in numerosi manga e anime successivi. Il creatore di Berserk, Kentarō Miura, ha citato il manga come l'opera che ha avuto il maggior impatto sul suo lavoro. Ken il guerriero è anche accreditato per aver popolarizzato il concetto di mossa finale letale, ripreso ad esempio nelle fatality della serie di videogiochi picchiaduro Mortal Kombat.
La serie è conosciuta per la sua elevata dose di violenza, sangue, azione, per le urla dei personaggi mentre si affrontano in combattimento e per la frase iconica di Kenshiro poco prima che gli effetti dei suoi attacchi finiscano un avversario: "Tu sei già morto" (お前はもう死んでいる?, Omae wa mō shindeiru). Pur uscito in un'epoca in cui la sensibilità e la censura nei confronti della violenza erano più lasche, il manga generò notevoli controversie per via della sua rappresentazione della brutalità, sangue e morte, tanto che nello stesso Giappone l'anime venne censurato durante la sua prima trasmissione televisiva. Anche in Europa si verificarono casi di genitori e giornali che accusavano l'opera di essere diseducativa ed esercitarono pressioni per farne sospenderne la trasmissione.